# Vreid
Vreid je norská black metalová kapela založená v roce 2004 v norském městě Sogndal po rozpadu kapely Windir třemi bývalými členy Windir (baskytarista Hváll, bubeník Steingrim, kytarista Sture) a novým kytaristou s přezdívkou Ese.
Vreid znamená norsky hněv.
V roce 2004 vyšlo první studiové album s názvem Kraft.

## Diskografie

### Studiová alba
- Kraft (2004)
- Pitch Black Brigade (2006)
- I krig (2007)
- Milorg (2009)
- V (2011)
- Welcome Farewell (2013)
- Sólverv (2015)

### Singly
- Noen å hate (2010)
- The Sound of the River (2011)
- The Reap (2012)

### DVD
- Vreid Goddamnit (2010)[1]